# 卢西娅·哈里斯
卢西娅·哈里斯（英語：Lusia Harris，1955年2月10日—2022年1月18日），美国女子篮球运动员，场上位置是中锋。她曾代表美国国家队参加1976年夏季奥林匹克运动会篮球比赛，获得一枚银牌。